# Ulysses S. Grant

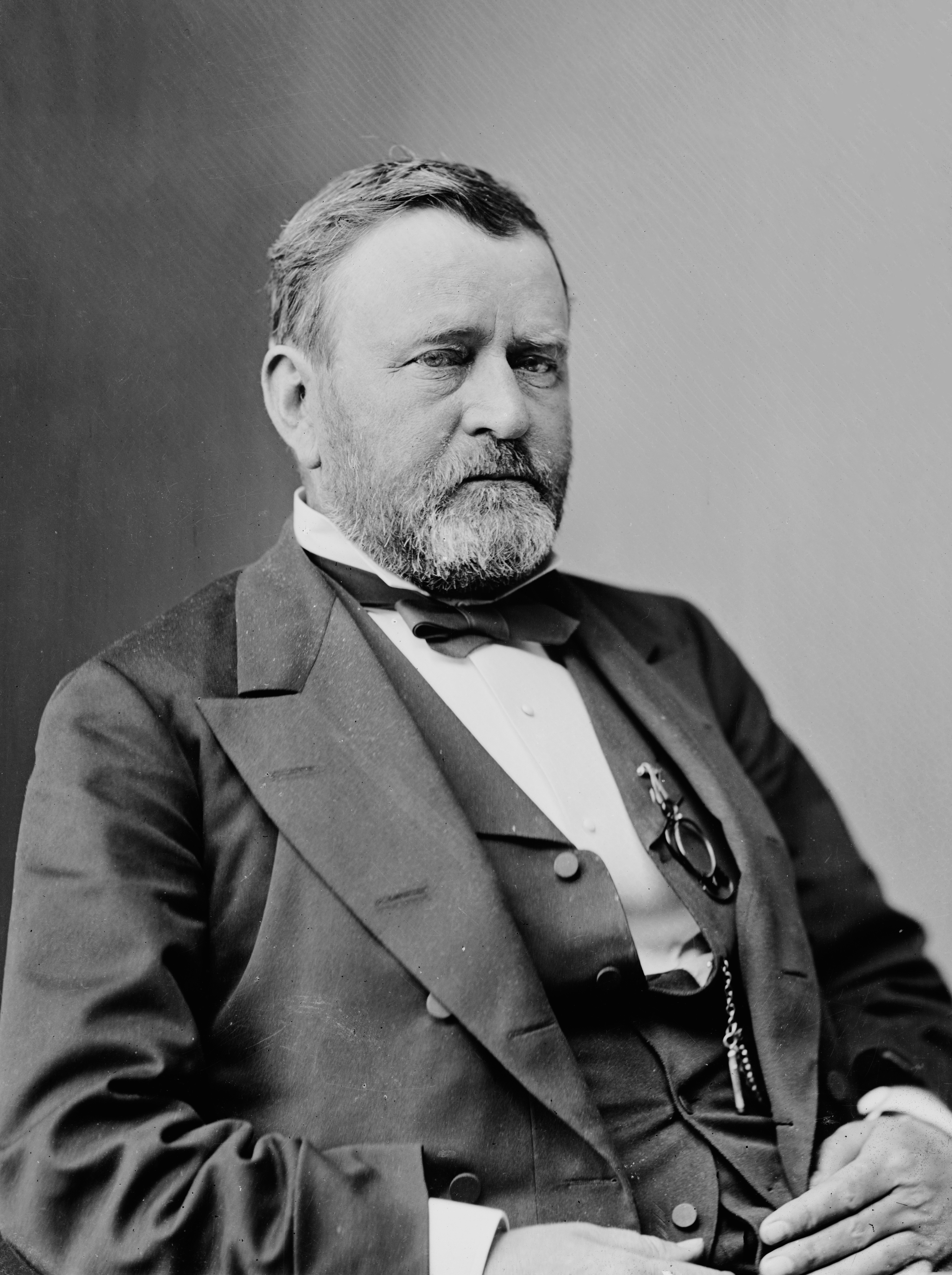
Ulysses S. Grant (in den 1870er Jahren)

Ulysses S. Grant (* 27. April 1822 in Point Pleasant, Ohio als Hiram Ulysses Grant; † 23. Juli 1885 in Wilton, New York) war ein US-amerikanischer General und Politiker. Er war Oberbefehlshaber des US-Heeres im Sezessionskrieg und von 1869 bis 1877 der 18. Präsident der Vereinigten Staaten von Amerika.

## Leben

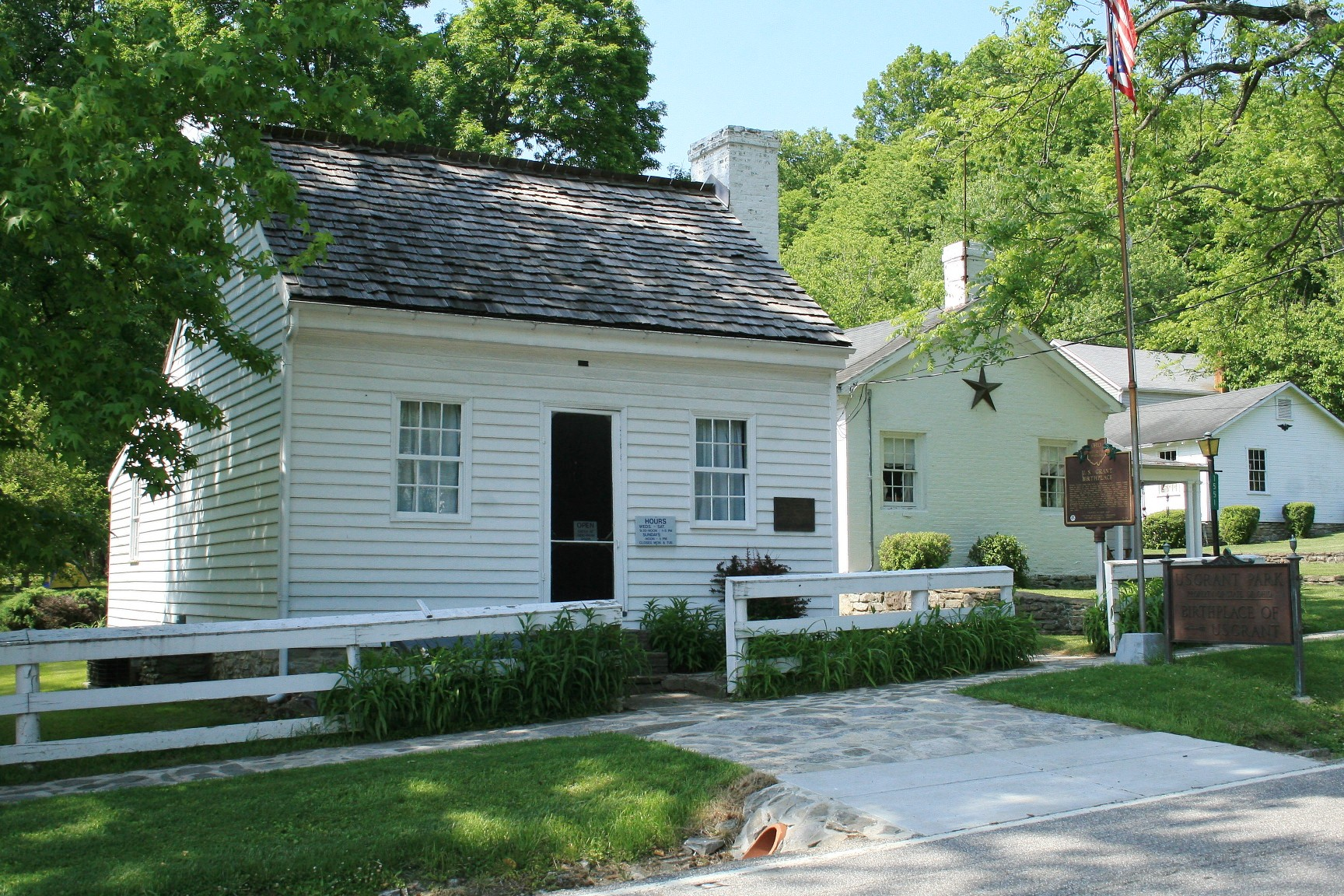
Das Geburtshaus Grants im Historic District in Point Pleasant

### Kindheit und Jugend
Ulysses S. Grant war der Sohn und erstgeborenes von sechs Kindern des Gerbers und Sattlers Jesse Grant (1794–1873) und seiner Frau Hannah, geborene Simpson (1798–1883). Der Vater gelangte durch seinen Betrieb zu bescheidenem Wohlstand. Als Kind arbeitete Ulysses gelegentlich in der Gerberei, seinem Vater gegenüber äußerte er starken Unmut über diese Tätigkeit. In seiner Kindheit entwickelte er schon früh besonderes Geschick im Reiten und im Umgang mit Pferden.
Im Alter von 17 Jahren wurde er auf Wunsch seiner Eltern als Kadett an die US-Militärakademie in West Point, New York berufen. Aus Versehen wurde Grant in West Point als Ulysses S. Grant angemeldet. Grant ließ diesen Irrtum nicht korrigieren und behielt den Namen bei. Dass das Initial als Abkürzung für den Geburtsnamen seiner Mutter stand, bestritt Grant in späteren Jahren. Erst gegen Ende seines Lebens ließ sich Grant auf die Namen Ulysses Simpson taufen.

### Anfänge im Militär
1843 graduierte er als 21. von 39 seines Jahrgangs, wobei er seine Stärke, neben dem Zeichnen, im Bereich der mathematischen Studien hatte. Er hoffte danach eine Anstellung als Dozent zu finden, wurde aber in das Heer versetzt. Auch einen der begehrten Plätze bei der Kavallerie bekam er – trotz seines Talents für Pferde – nicht, er kam zur Infanterie. Er wurde südlich von St. Louis, Missouri an die Jefferson Barracks zum 4. Infanterie-Regiment beordert.

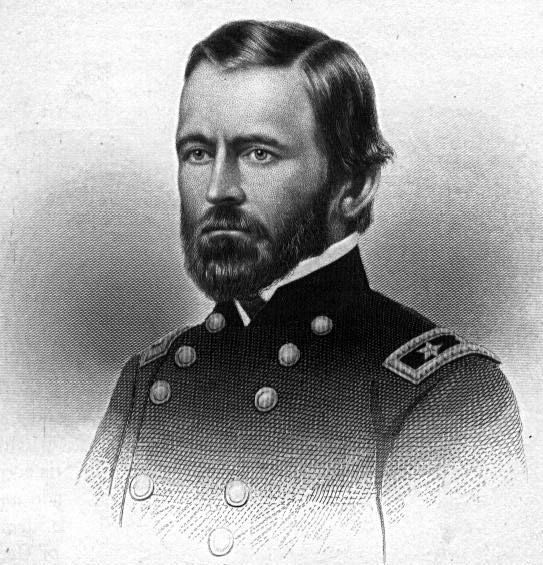
Ulysses S. Grant

### Grant im Mexikanisch-Amerikanischen Krieg
Von 1846 bis 1848 kämpfte er als junger Leutnant im Mexikanisch-Amerikanischen Krieg und wurde für seine Tapferkeit zweimal erwähnt. Er wurde zum Quartiermeister ernannt und war verantwortlich für das Lieferungs- und Transportwesen seines Regimentes in Mexiko. Dies gab ihm wertvolle Erfahrungen in der Logistik des Krieges. Grant sah jedoch im Krieg an sich nichts Ruhmvolles. Er trauerte um seine dort verlorenen Kameraden und betrachtete die Probleme, die Krieg hinterlässt. Er bewunderte aber sehr allgemein den späteren Präsidenten der Vereinigten Staaten Zachary Taylor und seine ruhige, zuversichtliche Armee-Führung. Nach der amerikanischen Annexion von Texas im Jahr 1845 wurde Taylor mit einem Expeditionskorps an den Rio Grande entsandt, wo im April 1846 die Feindseligkeiten mit Mexiko begannen. Taylor widerstand mit seinen Truppen den mexikanischen Streitkräften bei einer Unterlegenheit von 1:4 und konnte dabei auch drei Schlachten für sich entscheiden.

### Heirat
Am 22. August 1848 heiratete Grant Julia Boggs Dent (1826–1902), die Schwester eines West-Point-Kameraden. Sie hatten vier Kinder: Frederick Dent Grant (1850–1912), Ulysses Simpson Grant, Jr. (1852–1929), Ellen Wrenshall Grant (1855–1922) und Jesse Root Grant (1858–1934). Über seinen in St. Louis im damaligen Frontier lebenden Schwiegervater Frederick Fayette Dent wurde Grant selbst für einige Zeit zum Sklavenhalter.

### Austritt aus dem Militär
Nach seiner Teilnahme am Mexikanisch-Amerikanischen Krieg (1846–1848), den er in seinen Memoiren als den ungerechtesten Krieg brandmarkte, den je ein starker gegen einen schwachen Staat geführt habe, wurde Grant zum Hauptmann befördert. Nach dem Krieg wurde er zunächst in das Oregon-Territorium und anschließend nach Kalifornien versetzt. Die damit verbundene Trennung von seiner Familie machte ihm zu schaffen; damals kamen Gerüchte auf, er sei Alkoholiker. Im Jahr 1854 verließ Grant das US-Heer, nachdem ihm sein Vorgesetzter mutmaßlich ein Disziplinarverfahren wegen Trunkenheit im Dienst angedroht hatte. In den folgenden sieben Jahren arbeitete Grant wenig erfolgreich als Landvermesser, Farmer und Grundstücksmakler in St. Louis und half schließlich seit 1860 seinem Vater und seinen Brüdern in deren Lederhandlung in Galena, Illinois.

### Der Bürgerkrieg

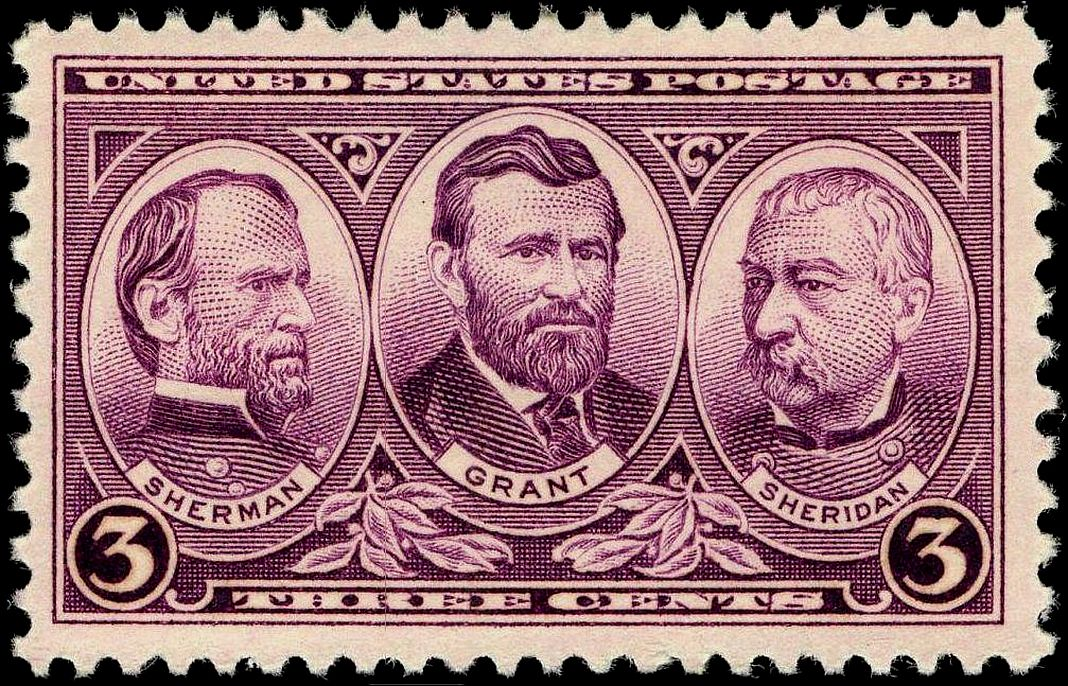
Die Generale Sherman, Grant und Sheridan auf einer Briefmarke von 1937

#### Anfänge und erste Erfolge
Nachdem der Bürgerkrieg 1861 begonnen hatte, bewarb sich Grant als Offizier in der Armee der Nordstaaten. Der Gouverneur von Illinois, Richard Yates, überantwortete dem ehemaligen Hauptmann das aus Freiwilligen bestehende 21. Illinois-Infanterieregiment. Am 7. August 1861 wurde Grant zum Brigadegeneral der Freiwilligen ernannt.
Erste militärische Erfolge erlangte Grant durch seine Feldzüge im nördlichen Tennessee. Er nahm die wichtige Stadt Paducah, Kentucky an der Mündung des Tennessee in den Ohio ein und schlug General Leonidas Polk am 7. November 1861 bei Belmont, Missouri am Mississippi, auf der gegenüberliegenden Seite von Columbus, Kentucky.

#### Beförderung zum Generalmajor und Kritik an seiner Kampfweise
Die Einnahme von Paducah schuf die Voraussetzung für die spätere Eroberung von Fort Henry am Tennessee (6. Februar 1862) und von Fort Donelson am Cumberland (16. Februar 1862). Diese Siege verschafften der Union erste Erfolgserlebnisse nach der Niederlage in der Ersten Schlacht am Bull Run. Grant wurde daraufhin zum Generalmajor befördert. Berühmt wurde seine Forderung nach unconditional surrender (bedingungslose Kapitulation) gegenüber dem Kommandanten von Fort Donelson; die beiden Wörter wurden bald sein Spitzname. In der Schlacht von Shiloh ließ sich Grant am 6. April 1862 zwar von den Truppen des Südstaaten-Generals Albert S. Johnston bei Shiloh (oder Pittsburgh-Landing) überraschen (wofür er scharf kritisiert wurde); hartnäckig verteidigte er jedoch seine Stellung und konnte die Schlacht schließlich zu seinen Gunsten entscheiden, nachdem General Don Carlos Buell Entsatz geleistet hatte. Allerdings wurde Grant wiederholt sein übermäßiger Alkoholkonsum vorgeworfen; auch kritisierte man, dass seine Kampfweise zu hohen eigenen Verlusten führte. Präsident Abraham Lincoln stärkte Grant jedoch den Rücken: „Ich kann nicht auf diesen General verzichten. Er kämpft.“ Grant blieb Oberbefehlshaber der Tennessee-Armee.

#### Erfolge in den Schlachten von Yuka, Corinth und Vicksburg
Grant konnte seine Erfolge im September und Oktober 1862 fortsetzen, als er die Schlachten bei Yuka und Corinth gewann. Im Herbst 1862 rückte er mit der Tennessee-Armee auf Vicksburg, Mississippi vor, den einzigen noch von den Südstaaten gehaltenen Ort am Mississippi, der den Fluss sperrte und zugleich die letzte Verbindung zwischen der West- und der Osthälfte der Konföderation bildete. Grant konnte Vicksburg aber erst nach sehr langer und hartnäckiger Belagerung am 4. Juli 1863 einnehmen, nachdem die Südstaaten-Garnison schließlich kapituliert hatte (siehe auch Schlacht um Vicksburg). Vielfach wird dies – zusammen mit der fast zeitgleichen Schlacht von Gettysburg – als Wendepunkt des Bürgerkrieges betrachtet.

#### Antisemitische Vertreibungen
Bereits am 17. Dezember 1862 erließ Grant die General Order No. 11, mit der allen Juden befohlen wurde, Mississippi, Kentucky und Tennessee binnen 24 Stunden zu verlassen. Diese antisemitische Vertreibung ging auf den in der Union verbreiteten Verdacht zurück, Juden würden sich in den genannten Gebieten am Schmuggel mit den Südstaaten beteiligen und ständen grundsätzlich auf deren Seite. Der Befehl war der Endpunkt in einer ganzen Reihe von Versuchen Grants, die Juden aus dem von seinen Truppen besetzten Gebiet zu vertreiben. Die betroffenen Juden schickten eine Gesandtschaft nach Washington, wo sie von Präsident Lincoln empfangen wurden. Im Anschluss wies dieser am 7. Januar 1863 Grant an, den Befehl umgehend zurückzunehmen. Die Korrespondenz von Grant vor und nach diesem Ereignis zeigt, dass er, anders als in Hinblick auf Afroamerikaner, negative Stereotype bezüglich der Juden nicht in Frage stellte und ihnen zum Beispiel Gier und Besessenheit von Geld vorwarf. Obwohl er sich selbst stets dagegen verwahrte, ein Antisemit zu sein, sind einige seiner Aussagen klar antisemitisch.

#### Schlacht von Chattanooga und Aufstieg zum Oberbefehlshaber des Heeres
Im Herbst 1863 wurde Grant nach der Einnahme von Vicksburg zum Oberbefehlshaber der in Chattanooga von den Südstaatlern belagerten Unionsstreitkräfte ernannt. Grant sorgte zunächst für den Ersatz des glücklosen William S. Rosecrans (dieser hatte kurz zuvor die Schlacht am Chickamauga verloren) durch General George H. Thomas und schaffte es, den Belagerungsring zu durchbrechen. In der Schlacht von Chattanooga schlugen seine Truppen dann die konföderierte Tennessee-Armee von den Höhenzügen der Missionary Ridge und dem Lookout Mountain aus in die Flucht. Die Konföderierten wichen bis nach Dalton in Georgia aus. Dadurch waren Kentucky und Tennessee für die Union gesichert, während Georgia sowie der gesamte Südosten des Sezessionsgebietes ihrerseits in ihrem Rücken bedroht waren.

Ulysses S. Grant im Januar 1864

Nach der Schlacht von Chattanooga wurde Grant für seine Verdienste zum Generalleutnant befördert. In der Geschichte der USA hatten bis dato lediglich George Washington und Winfield Scott diesen militärischen Rang innegehabt. Am 17. März 1864 wurde er schließlich Oberbefehlshaber des Heeres. Sein bisheriges Kommando im Westen übergab er an William T. Sherman.

#### Weiterer Verlauf des Krieges
Auf dem östlichen Kriegsschauplatz in Virginia zeigte sich erneut Hartnäckigkeit als eine von Grants herausragenden Eigenschaften. Hatten seine Vorgänger nach verlorenen oder nicht eindeutig entschiedenen Schlachten gegen Robert E. Lees Nord-Virginia-Armee stets den Rückzug angetreten, so blieb er mit der Potomac-Armee und anderen Armeen an Ort und Stelle und verwickelte den Gegner in andauernde, für beide Seiten verlustreiche Kämpfe. Er schaffte es damit, die Südstaaten in eine dauernde Defensivposition zu bringen und sie im Wortsinn auszubluten. Die von Lee bis dahin erfolgreich angewandte Offensive aus defensiven Positionen heraus war damit nicht mehr möglich, während Grant auf die überlegenen Ressourcen an Menschen und Material, über die die Union verfügte, zurückgreifen konnte. Er war bereit, hohe Verluste in Kauf zu nehmen, da er wusste, dass der Norden über die größeren Reserven verfügte.
In nur vier Wochen verlor er nach Überschreitung des Rapidan etwa 44.000 Mann, sein Gegner Lee hingegen 25.000, die allerdings aufgrund der weitaus geringeren Ressourcen der Konföderation schwerer wogen. Grant wurde aufgrund seiner sehr verlustreichen Strategie in den eigenen Reihen als Schlächter bezeichnet, konnte jedoch im Sommer 1864 zunehmend militärischen Erfolg vorweisen.  Er rückte immer näher an Richmond, die Hauptstadt der Konföderation, heran. Nach der Schlacht in der Wilderness ordnete Grant nach missglückten Umgehungsmanövern in der Schlacht von Cold Harbor einen Frontalangriff gegen die aus Schützengrabensystemen verteidigende konföderierte Armee an. Dieser völlig aussichtslose, sogar von den gegnerischen Soldaten als Mord bezeichnete Unionsangriff war die erste „moderne Schlacht“ und lieferte einen Vorgeschmack auf die Kriegsführung des Ersten Weltkriegs. Grant brach die Schlacht erst ab, nachdem sich seine Kommandierenden Generale geweigert hatten, erneute Angriffswellen zu starten. Grant schrieb später in seinen Memoiren: „Ich habe den letzten Angriff bei Cold Harbor immer bedauert […]. Wir haben nicht den geringsten Vorteil erreicht als Ausgleich für die schweren Verluste, die wir einstecken mussten.“

#### Belagerung von Petersburg und die Kapitulation der Nord-Virginia-Armee
Nach Cold Harbor konnte Grant nicht mehr auf direktem Weg nach Richmond vorstoßen und musste sich auf die lange Belagerung von Petersburg, einem strategisch wichtigen Städtchen südlich von Richmond, einlassen. Als es Grant schließlich Anfang April 1865 gelang, die konföderierten Linien an mehreren Stellen zu durchstoßen, brach die bis dahin seit gut neun Monaten bestehende Verteidigungslinie der Nord-Virginia-Armee zusammen, und Lees Armee musste sich aus Petersburg zurückziehen. Innerhalb weniger Tage musste auch Richmond evakuiert werden, und Lees Truppen marschierten westwärts, wo sie schließlich von der Unions-Kavallerie unter dem Kommando des späteren Oberbefehlshabers des Heeres, Philip Sheridan, der ein enger Vertrauter Grants war und bereits unter diesem auf dem westlichen Kriegsschauplatz gekämpft hatte, eingeholt wurden. Lee wollte durch eine Vereinigung der Nord-Virginia-Armee mit den Resten der konföderierten Westarmee unter General Johnston eine Bündelung der Kräfte und damit die Fortsetzung des Krieges erreichen. Die Potomac-Armee verhinderte dies aber, und so nahm Grant am 9. April 1865 schließlich bei Appomattox Court House in Virginia die Kapitulation der Nord-Virginia-Armee unter General Lee entgegen (siehe auch Appomattox-Feldzug).
Nach dem Krieg wurde Grant am 25. Juli 1866 der vom Kongress neu geschaffene Rang des General of the Army of the United States verliehen. Er blieb bis zu seiner Kandidatur für die Präsidentschaft Oberbefehlshaber des Heeres.

### Präsidentschaft

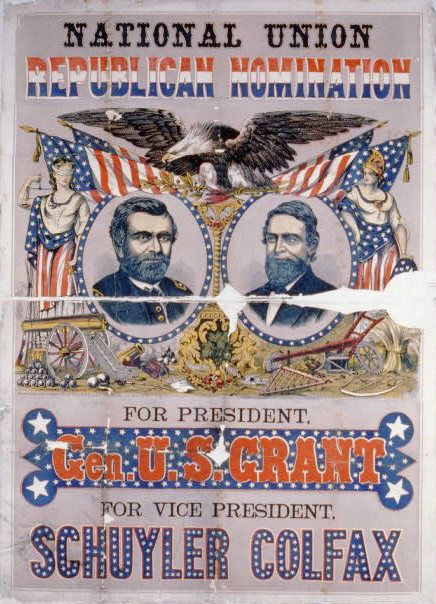
Wahlplakat der Republikaner 1868

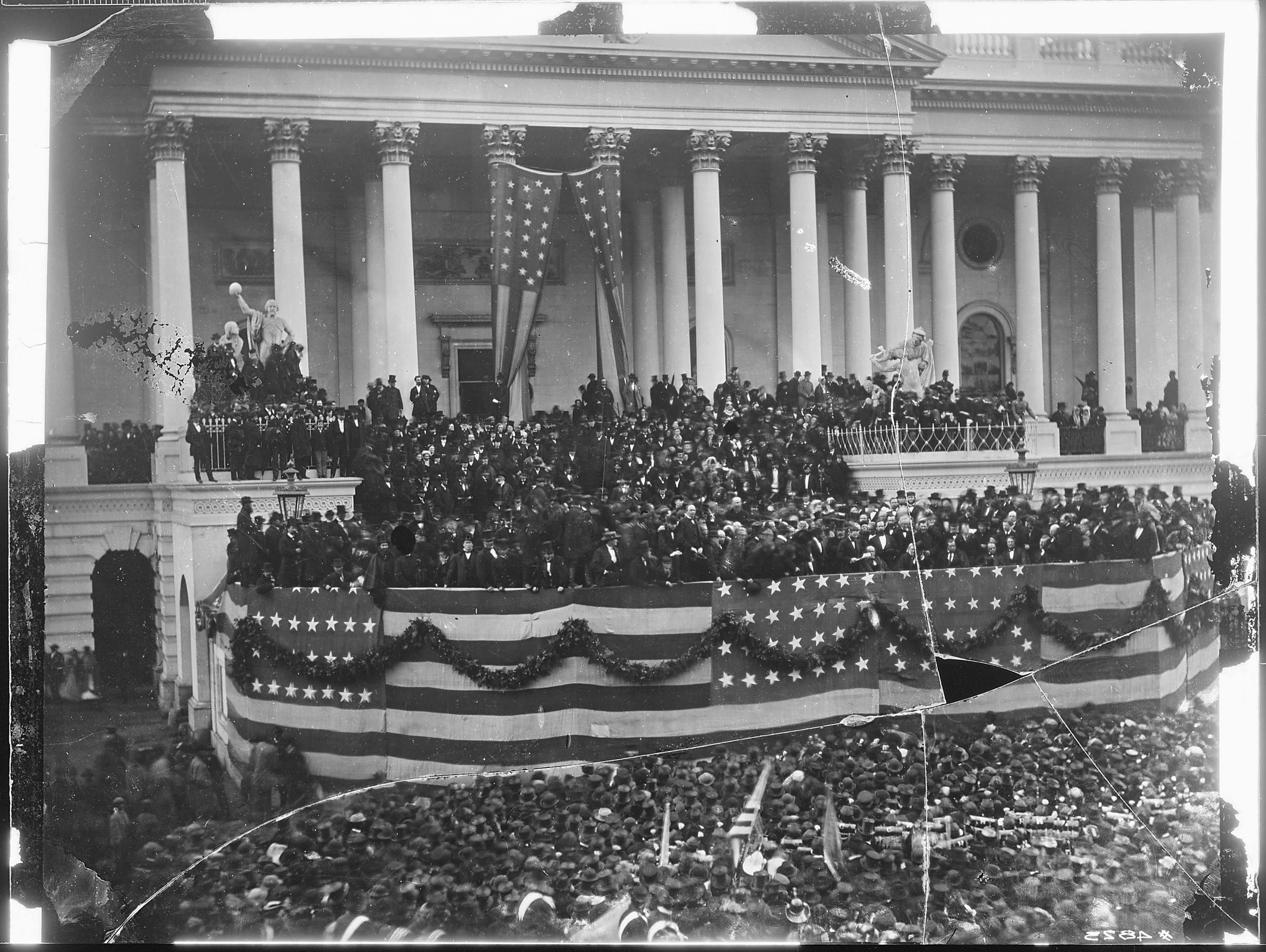
Feierlichkeiten zu Grants Amtseinführung

Präsident Ulysses S. Grant im Weißen Haus, 1869

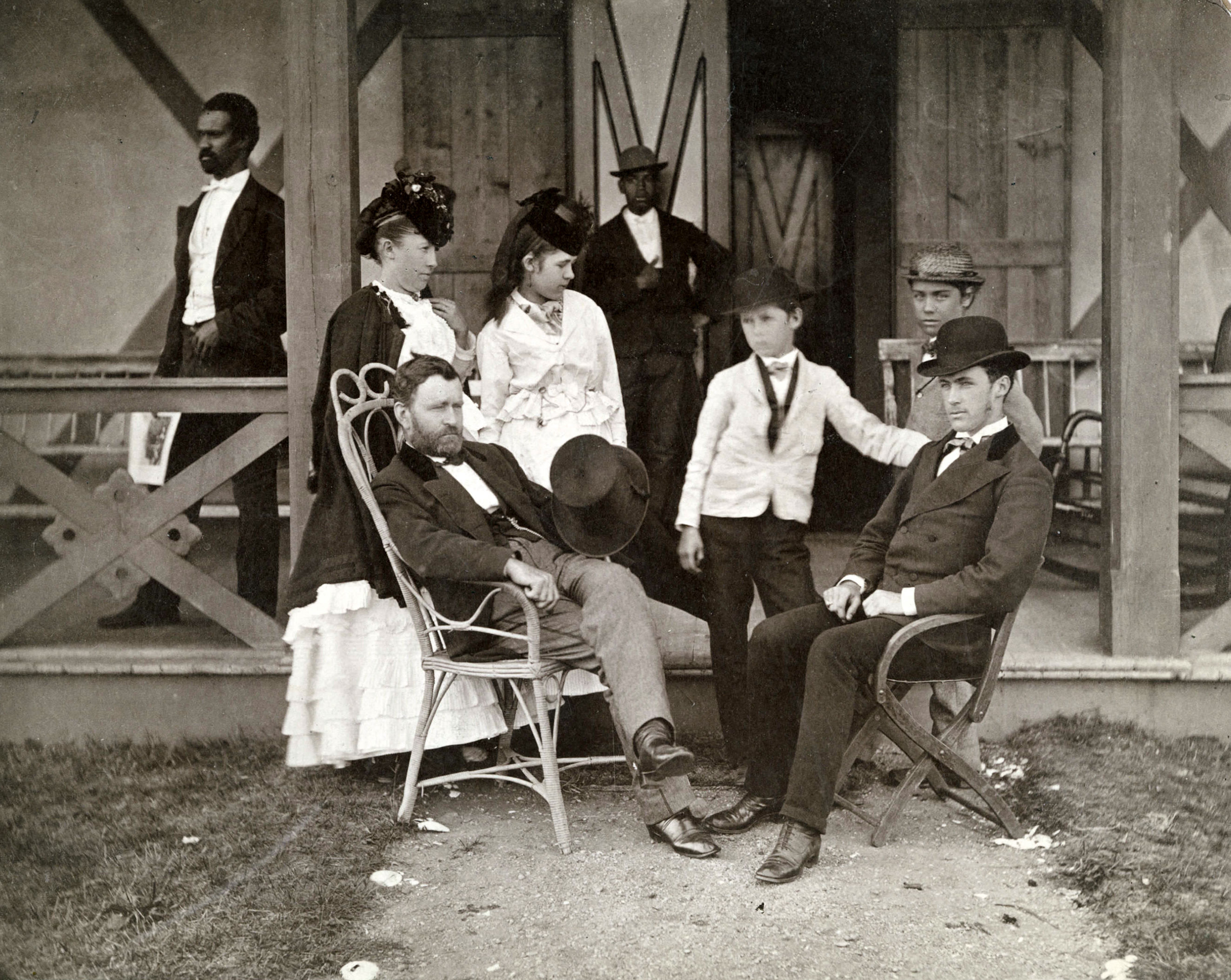
Präsident Grant (sitzend, links) mit Familie, 1870 fotografiert von den Pach Brothers

Auf der Convention der Republikanischen Partei in Chicago am 20. Mai 1868 wurde Grant aufgrund seines Ruhms als Kriegsheld im Norden und der Achtung, die er in den Südstaaten wegen seiner ehrenhaften Behandlung Lees in Appomattox Court House hatte, ohne nennenswerte Opposition zum Präsidentschaftskandidaten der Republikaner gewählt. Der Wahlkampf stand unter dem Motto „Let us have peace“, das Grant selbst in dem Brief geprägt hatte, mit dem er seine Nominierung akzeptiert hatte. Am Wahltag gewann er mit 309.684 Stimmen Vorsprung von insgesamt 5.716.082 ausgezählten Stimmen gegen den Kandidaten der Demokratischen Partei, Horatio Seymour, und wurde der 18. Präsident der Vereinigten Staaten. Er amtierte vom 4. März 1869 bis zum 4. März 1877. Vizepräsident während seiner ersten Amtszeit (1869 bis 1873) war Schuyler Colfax, der bei der Wahl von 1872 jedoch gegen Henry Wilson ausgetauscht wurde. Dieser verstarb im November 1875, sodass das Amt des Vizepräsidenten für den Rest von Grants zweiter Amtsperiode vakant blieb, da die rechtliche Grundlage für eine nachträgliche Ernennung noch nicht geschaffen war.
Politisch war Grants Präsidentschaft durch die Herausforderungen der Reconstruction, die gefährliche Zuspitzung der Alabamafrage, die Kriegsgefahr im Verlauf der Virginius-Krise sowie die wirtschaftlichen Folgen des Gründerkrachs von 1873 gekennzeichnet. Bei der Ernennung seines Kabinetts war er darum bemüht, weiterhin als über den Parteien stehend zu erscheinen, womit er republikanische Führer verärgerte, die fest mit einem Ministerposten gerechnet hatten, jedoch nicht berücksichtigt wurden. Als einer seiner besten Minister gilt Hamilton Fish, mit dem zusammen er außenpolitisch einige Erfolge verzeichnen konnte, während viele andere Kabinettbesetzungen sich später als mittelmäßig herausstellten. Insgesamt zeigte sich im Kabinett eine hohe Personalfluktuation.
Seine Präsidentschaft war zudem durch Korruptionsskandale in bis dahin unbekanntem Ausmaß geprägt, die bis in seine persönliche Umgebung reichten, auch wenn ihm selbst keine Korruption unterstellt wurde. Wichtige Skandale waren die Goldspekulationen von James Fisk und Jay Gould, der Steuerskandal um den Whiskey Ring, die Steueraffäre seines Finanzministers William Adams Richardson sowie die Korruptionsaffäre seines Vizepräsidenten Colfax, des Kriegsministers William W. Belknap und des Sohns des Innenministers Columbus Delano. Auch Justizminister George H. Williams wurde der Vorteilsannahme im Amt beschuldigt und trat zurück. Gegen den Marineminister George M. Robeson leitete das United States House Committee on Naval Affairs eine Untersuchung wegen des Verdachts auf Korruption ein. Da Grant gegenüber Personen, mit denen er zusammenarbeitete oder die ihm in der Vergangenheit geholfen hatten, eine extreme Loyalität verspürte, scheute er davor zurück, sie bei Korruption oder ineffektiver Amtsführung zu entlassen.
Am Ende seiner ersten Amtszeit genoss Grant weiterhin ein hohes Ansehen in der Bevölkerung. Ein Teil der Republikaner war aber von seiner Politik enttäuscht und spaltete sich als Liberal Republican Party mit dem Spitzenkandidaten Horace Greeley im Präsidentschaftswahlkampf 1872 ab. Die Liberal Republican Party, die auch von den Demokraten unterstützt wurde, wollte unter anderem die Reconstruction und bundesstaatliche Interventionen in den Südstaaten beenden. Die Demokraten schlossen sich dieser Wahlliste an und stellten keinen eigenen Kandidaten auf. Greeley zeigte sich als ein wenig begabter Wahlkämpfer. Wegen einiger Positionswechsel, auch in der Vergangenheit zum Bürgerkrieg, dem Eintreten für Schutzzölle und widersprüchlicher, teilweise exzentrischer Forderungen war er Grant an Popularität in der Bevölkerung deutlich unterlegen. Grant siegte mit 56 Prozent und sicherte sich 286 von 352 Wahlmännern. Auch im Senat und im Repräsentantenhaus brachte der Wahltag klare Mehrheiten für die Republikaner.
1875 verzichtete Grant in einem Brief an die Öffentlichkeit auf eine weitere Kandidatur zum Präsidenten. Da sein Ansehen durch die Affären in seinem Kabinett beschädigt war, gab es bei den Republikanern keine Mehrheit für ihn. Das Ergebnis der Präsidentschaftswahl 1876 war in drei Südstaaten zwischen Republikanern und Demokraten umstritten. Während eine 15-köpfige Kommission aus Kongress und Oberstem Gerichtshof in dieser Frage und somit über die Präsidentschaft Rutherford B. Hayes’ oder Samuel J. Tildens entschied, führte Grant die Amtsgeschäfte weiter und sicherte die Kontinuität der Regierung.

#### Innenpolitik
Grant verfolgte, sich an Lincoln orientierend, dem Süden gegenüber eine Politik der Aussöhnung. Die im Bürgerkrieg wieder erkämpfte Union sollte gestärkt, die Rechte der befreiten Sklaven beschützt und frühere Konföderierte von der Macht im Süden ferngehalten werden. 1870 gelang es ihm, den 15. Zusatzartikel zur Verfassung der Vereinigten Staaten durch den Kongress zu bringen, der den ehemaligen Sklaven volle Bürger- und Wahlrechte gewährte, was die Mehrheit der weißen Bevölkerung, auch im Norden, ablehnte. Im April 1871 unterzeichnete Grant den sogenannten Enforcement Act of 1871, auch als Ku Klux Klan Act bekannt, mit dem er das Recht erhielt, in Bundesstaaten die Gültigkeit des Habeas Corpus auszusetzen und das Kriegsrecht zu verhängen. Dies war notwendig, um gegen die zunehmenden gewaltsamen Übergriffe auf die nun wahlberechtigte schwarze Bevölkerung in den Südstaaten, vor allem durch den Ku-Klux-Klan, mit dem US-Heer eingreifen zu können. Im Oktober 1871 rief Grant in neun Countys South Carolinas das Kriegsrecht aus. Bei vielen dieser Gewaltausbrüche machte Grant von diesem Recht jedoch nicht Gebrauch, dies auch vor dem Hintergrund einer besonders nach dem Gründerkrach immer größer werdenden Abneigung im Norden der Reconstruction gegenüber und einer dadurch gefährdeten republikanischen Mehrheit. Dazu trugen gleichfalls die im Süden grassierende Korruption sowie die zunehmenden Wahlerfolge der Demokraten bei. Der von ihm unterschriebene Civil Rights Act of 1875 gewährte allen Bürgern unabhängig von ihrer Hautfarbe gleichberechtigten Zugang zu öffentlichen Einrichtungen. Letztendlich scheiterte Grant daran, zum einen die Rechte der befreiten Sklaven zu schützen und zum anderen die weiße Bevölkerung des Südens mit den Republikanern und der Union aussöhnen zu wollen.
Bereits in seiner Antrittsrede erinnerte er an das Schicksal der Indianer als der „ursprünglichen Bewohner“ (original occupants) Amerikas und kündigte einen Kurswechsel in der Indianerpolitik an. Sie sollten in geschützten Reservaten näher an die Lebensweise der Weißen herangeführt und zur Landwirtschaft ermutigt werden. Grant ernannte Brigadegeneral Ely Samuel Parker, einen Seneca-Indianer, zum Leiter des Bureau of Indian Affairs. Parker war damit der erste Ureinwohner in dieser Funktion. Mit Hilfe des Board of Indian Commissioners, eines Ausschusses des Kongresses, sollte vor allem die verbreitete Korruption in diesen Angelegenheiten bekämpft werden. Als Beauftragte schlug das Board keine Politiker mehr vor, sondern mit Zustimmung Grants Vertreter aus Kirchen, vor allem Quäker, und Angehörige der Armee. Diese Maßnahmen wurden der aktuellen Dynamik nicht gerecht, so dass die weißen Siedler mit staatlicher Unterstützung wie z. B. dem Homestead Act und Schutz durch die Armee die Indianer im Westen immer weiter verdrängen konnten. Die Indianer indes verarmten in den wüsten und einsamen Reservaten. Insgesamt erreichte Grants Indianerpolitik trotz guter Absichten kaum Fortschritte in dieser Frage.
In der Finanzpolitik vertrat Grant konservative Positionen. Das zur Finanzierung des Krieges in großem Umfang ausgegebene Papiergeld, die Greenbacks bzw. United States Notes, hatte zwar durch den Sieg der Union an Vertrauen und somit Wert gewonnen, stellte in der Folge aber eine stete Gefahr der Inflation und wirtschaftlichen Destabilisierung dar. Grant strebte daher eine Rückkehr zum Goldstandard an. Die Unternehmer Jay Gould und James Fisk versuchten über den Schwager Grants, Abel Corbin, Einfluss auf den Goldpreis zu nehmen, um dessen Wert durch ein Zurückhalten der Bundesreserven zu steigern, was jedoch mittels einer Verkaufsorder am 24. September 1869 durch den Präsidenten und Finanzminister George Sewall Boutwell verhindert wurde. Dies führte zu einem rapiden Verfall des Goldpreises, dem sogenannten Schwarzen Freitag, und schädigte die Reputation der amtierenden Bundesregierung. In Folge des Gründerkrachs von 1873 verabschiedete der Kongress den Legal Tender Act, auch als Inflation Bill bekannt, zur Belebung der Wirtschaft und Erhöhung der Geldmenge, der von Grant trotz anfänglicher Befürwortung im April 1874 mit einem Veto verhindert wurde, weil er um die internationale Kreditwürdigkeit der Nation besorgt war. Am 14. Januar 1875 erließ Grant den Specie Payment Resumption Act, der die Rückkehr zum Goldstandard einleitete und nach und nach die im Umlauf befindlichen Greenbacks durch Silbermünzen ersetzte. Diese Entscheidung gab bis zum Ende des 19. Jahrhunderts die Richtung der Währungspolitik der Vereinigten Staaten vor, die eine harte Währung zum Ziel hatte. Seit dieser Zeit konnten sich die Republikaner als Partei des Wirtschaftskonservativismus profilieren, welcher durch Ablehnung des Deficit spending, strenger Disziplin bei den Staatsausgaben und Vermeidung von Staatsverschuldung gekennzeichnet ist.

#### Außenpolitik

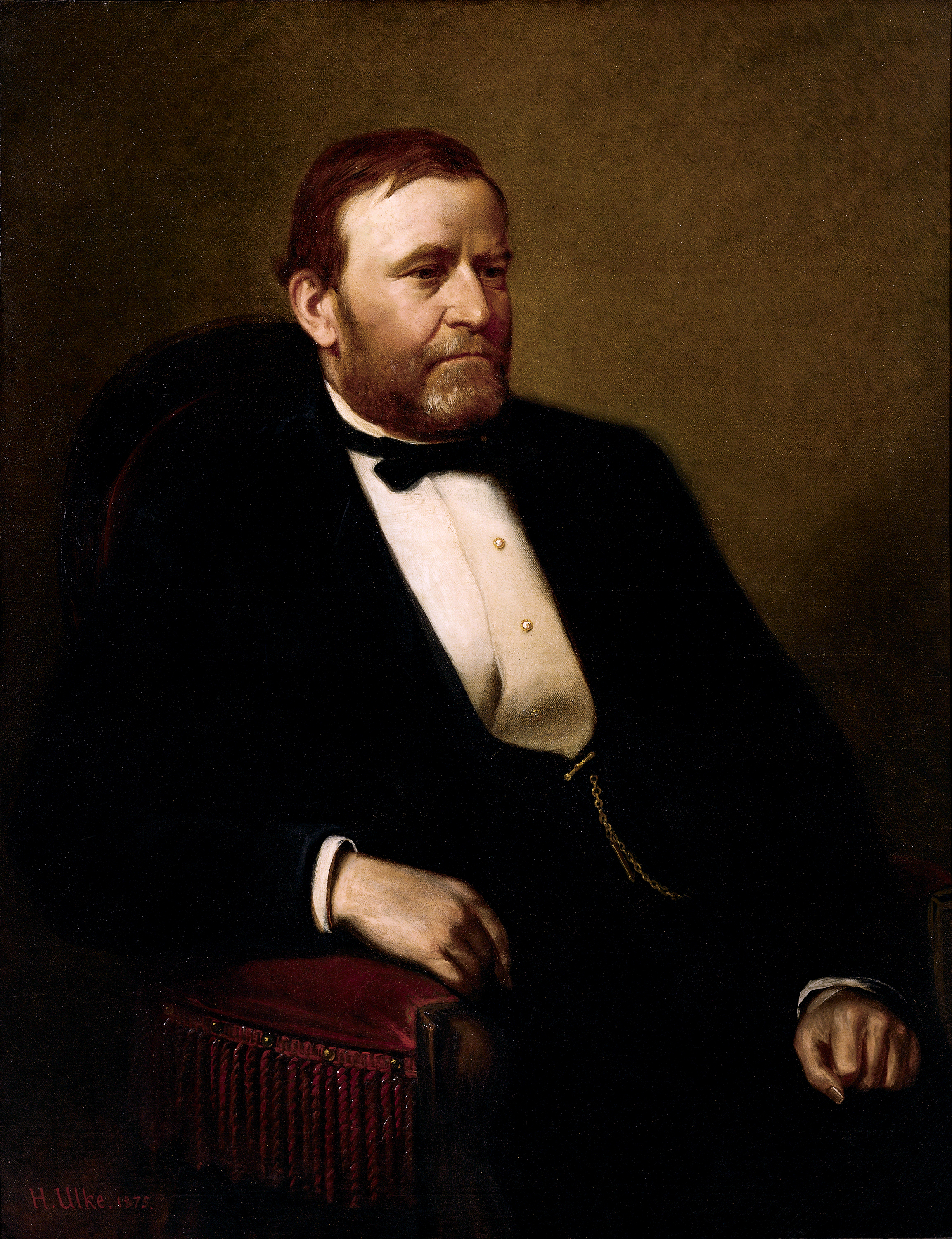
Grants offizielles Porträt im Weißen Haus

Ein erster Schwerpunkt in der Außenpolitik, bei der sich Grant während beider Amtszeiten eng mit Außenminister Fish abstimmte, war die Karibik. 1868 war in Kuba der Zehnjährige Krieg ausgebrochen. Obwohl die amerikanische Öffentlichkeit überwiegend mit den um ihre Unabhängigkeit von Spanien kämpfenden kubanischen Rebellen sympathisierte, wollte Grant die USA aus diesem Konflikt heraushalten, um sich weiter von den Folgen des Bürgerkriegs zu erholen. Der Kongress scheiterte damit, mit einer Resolution den Unabhängigkeitskampf anzuerkennen, nachdem der Präsident in einer Botschaft an ihn seine ablehnende Position bestärkte. Verhandlungen mit Spanien über einen Erwerb Kubas verliefen erfolglos. Im Verlauf des Zehnjährigen Krieges kam es zur Virginius-Krise zwischen Spanien, den USA und dem Vereinigten Königreich. Auslöser war der ehemalige Blockadebrecher USS Virginia, der, in Virginius umgetauft und im Besitz eines US-Staatsbürgers, die Rebellen auf Kuba mit Waffen und anderen Gütern versorgte und im Oktober 1873 von der spanischen Marine nach Beschuss aufgebracht wurde. Die Besatzung, unter ihnen amerikanische und britische Staatsbürger, wurde in Santiago de Cuba festgesetzt und wegen Piraterie vor ein Standgericht gestellt. Anfang November 1873 wurden mehrere Dutzend der Besatzungsmitglieder, darunter der US-amerikanische Kapitän Joseph Fry, hingerichtet. Grant räumte der Angelegenheit im Kabinett höchste Priorität ein, blieb bei seinem Kurs der Nichtanerkennung des kubanischen Kriegszustands und unterstützte Fish bei Verhandlungen mit dem spanischen Minister Don José Polo de Barnabé. Im Dezember 1873 vereinbarten sie, dass die restlichen Gefangenen und das Schiff der US Navy zu übergeben und die Familien der hingerichteten Amerikaner durch Spanien zu entschädigen sind. Dafür sagte Grant zu, untersuchen zu lassen, ob die Virginius berechtigt gewesen war, unter amerikanischer Handelsflagge zu fahren.
Zu Beginn seiner ersten Amtszeit schickte er entgegen dem Ratschlag des Außenministers seinen Privatsekretär Orville E. Babcock zu Verhandlungen mit Santo Domingo. Zum einen hatte die Dominikanische Republik Interesse an einer Aufnahme in die Vereinigten Staaten, zum anderen suchten die USA einen Stützpunkt für ihre Marinestreitkräfte. Außerdem sah Grant in einem neuen Bundesstaat ein Siedlungsgebiet für die schwarze Bevölkerung der Südstaaten, die dort weiterhin Gewalt und Diskriminierung ausgesetzt war. Diese zusätzliche Option der Abwanderung stärkte seiner Meinung nach ihre Verhandlungsposition um bessere Arbeitsbedingungen gegenüber der weißen Bevölkerungsgruppe in den ehemals konföderierten Bundesstaaten. Als der Privatsekretär mit einem positiven Bericht aus Santo Domingo zurückkehrte, suchte Grant bei Charles Sumner, dem Vorsitzenden des Senatsausschusses für auswärtige Angelegenheiten, Unterstützung für dieses Vorhaben. Obwohl der Präsident das Gespräch mit dem Eindruck verlassen hatte, Zustimmung erhalten zu haben, sprach sich Sumner bei der Debatte im Jahr 1870 im Senat zu dem fraglichen Abkommen der Aufnahme der Dominikanischen Republik in die Vereinigten Staaten dagegen aus, womit Grant die nötige Mehrheit im Senat verfehlte. In einem zweiten Anlauf konnte er im Senat zumindest die Einrichtung einer Kommission erreichen, die die Situation in Santo Domingo untersuchte und am Ende einen Anschluss der Dominikanischen Republik empfahl. Als die öffentliche Meinung jedoch deutlich gegen diesen Beitritt umschlug, verschwand dieses Projekt von der Agenda Grants.
Während Grants erster Amtszeit spitzte sich die Alabamafrage, die sich im Verhalten des Vereinigten Königreichs zur Zeit des Sezessionskriegs gründete, krisenhaft zu. Am Beispiel der Alabama sollte das Königreich für die Kaperschäden der Konföderierten haftbar gemacht werden. Des Weiteren kamen ungeklärte Grenzfragen und Fischereirechte in Folge der Kanadischen Konföderation bzw. Gründung des Dominion Kanada zur Konfliktverschärfung hinzu. Fish konnte Grant von der Bedeutung der Beziehungen zu London überzeugen und so wurde eine Kommission aus Unterhändlern der drei Länder gebildet, die 1871 in Washington zur Erstellung eines Abkommens tagte. Es wurde beschlossen, zur Klärung einiger Punkte ein internationales Schiedsgericht anzurufen. Der daraus resultierende und vom Senat zügig verabschiedete Vertrag von Washington von 1872 legte fest, dass das Vereinigte Königreich den USA 15,5 Millionen US-Dollar (Kaufkraft 2025: 411 Millionen Dollar) schuldete. Das durchgeführte Schiedsgerichtverfahren trug dieser Form der Verhandlungen international Anerkennung ein. Das Abkommen verbesserte die amerikanisch-britischen Beziehungen erheblich und zählt als ein wichtiger Erfolg der Präsidentschaft Grants.

### Nach der Präsidentschaft
Nach Ablauf seiner zweiten Amtszeit reiste Grant mit seiner Frau zwei Jahre durch die Welt, unter anderem nach Europa und Japan. Der Versuch einer erneuten Kandidatur zur Präsidentschaftswahl von 1880 scheiterte. Zunächst galt Grant als einer der aussichtsreicheren Kandidaten für die Republikanische Partei, letztlich wurde jedoch James A. Garfield nominiert.

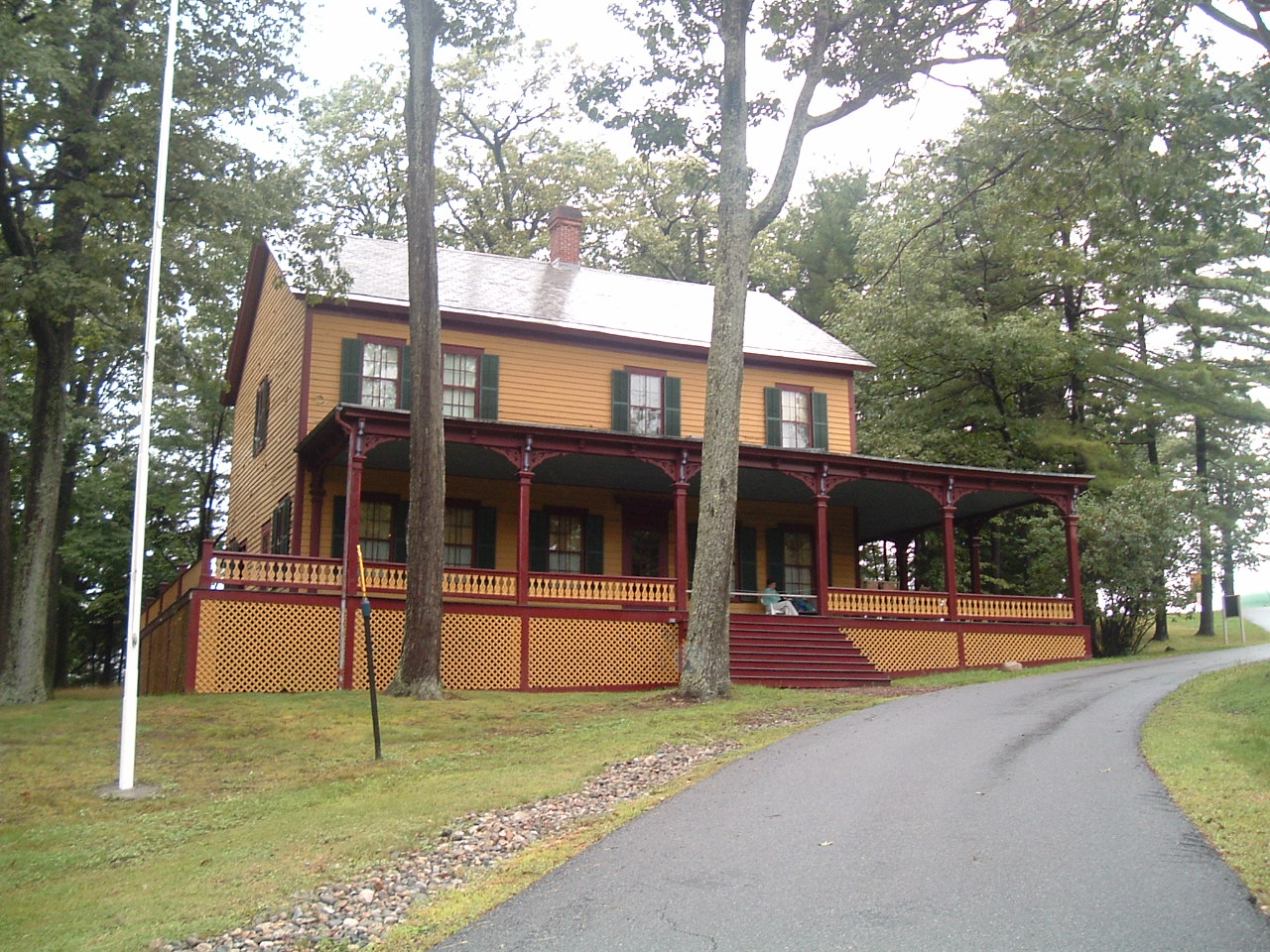
Die heutige Grant Cottage State Historic Site; hier verfasste Grant seine Autobiographie und starb einige Tage nach ihrem Abschluss

Anschließende Versuche, in der Investmentbranche aktiv zu werden, führten aufgrund eines betrügerischen Partners zu seinem Bankrott. Auf Anregung von Mark Twain begann Grant schließlich, seine Memoiren zu schreiben, die er eine Woche vor seinem Tod abschließen konnte. Sie wurden ein großer Publikumserfolg und verschafften seiner Familie finanzielle Sicherheit.
Grant, der bis zu 20 Zigarren am Tag konsumierte, starb am 23. Juli 1885 in Wilton, New York an Kehlkopfkrebs. Er und seine Frau sind im Grant’s Tomb in New York City, dem größten Mausoleum Nordamerikas, bestattet.

## Ehrungen

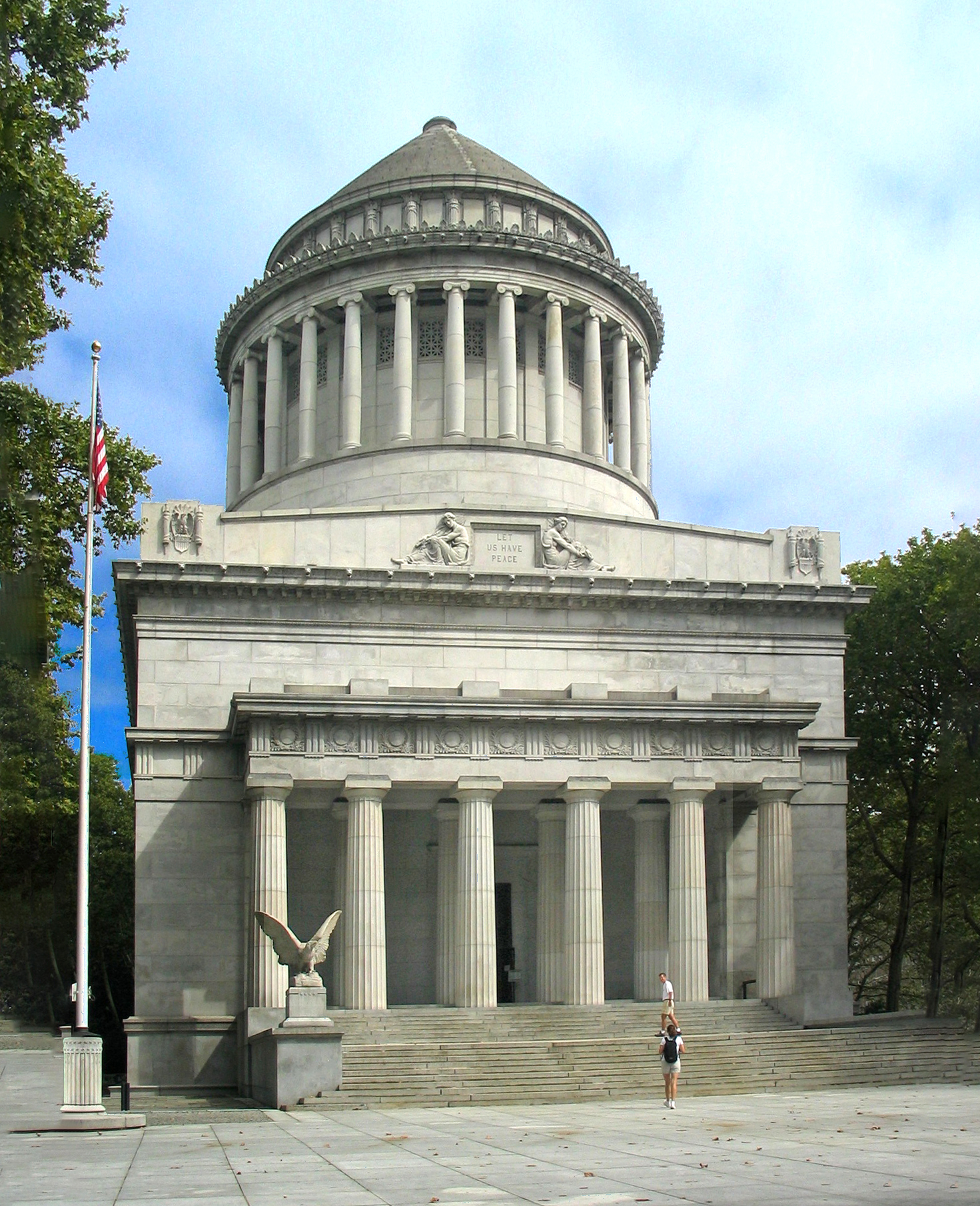
General Grant National Memorial

- Die Ulysses S. Grant-Stiftung und die Ulysses S. Grant Centenary Association tragen seinen Namen.
- Grants Porträt auf der 50-Dollar-Banknote.
- Grants Porträt  auf dem 1-Dollar-Goldstück von 1922.
- General Grant National Memorial von 1897 in Manhattan in New York City.
- Ulysses S. Grant Memorial als Reiterstatue in Washington.
- Mehrere Briefmarken tragen sein Bild, u. a. die von 1890 und die von 1937 mit Sherman, Grant und Sheridan.
- Denkmäler von ihm stehen u. a. im Fairmount Park in Philadelphia und im Grant-Park in Galena, Illinois (Wohnort von Grant).
- Zwölf Countys, überwiegend im Westen und Mittleren Westen der USA, tragen seinen Namen.[16]
- Park Ulysses S. Grant National Historic Site in der Nähe von  St. Louis, Missouri.
- General Grant Tree, ein sehr alter Riesenmammutbaum im Sequoia National Park.
- Zusammen mit seinem militärischen Gegenspieler Lee wurde Grant zum Namensgeber des mittleren Kampfpanzers M3, der im Zweiten Weltkrieg zum Einsatz kam.
- In der Historischen Rangordnung der höchsten Offiziere der Vereinigten Staaten wird er auf dem dritten Rang geführt.
- Der Asteroid des äußeren Hauptgürtels (3154) Grant ist nach ihm benannt.[17]
- Am 27. April 2022, seinem 200. Geburtstag, wurde Grant postum der höchste Dienstgrad der USA als General of the Armies verliehen (nach John Pershing und George Washington).[18]

## Werke
- Personal Memoirs of U. S. Grant. Zwei Bände. Dawson, Montreal 1886, OCLC 237126529